# Claes Cronqvist
Claes Cronqvist (15 ottobre 1944) è un ex calciatore svedese, di ruolo attaccante.

## Palmarès

### Club

#### Competizioni nazionali
- Campionato svedese: 1

Djurgården: 1966
- Coppa di Svezia: 1

Landskrona BoIS: 1972